# Concession française de Tientsin
- Autriche-Hongrie
- Italie
- Russie (2 zones séparées)
- Belgique

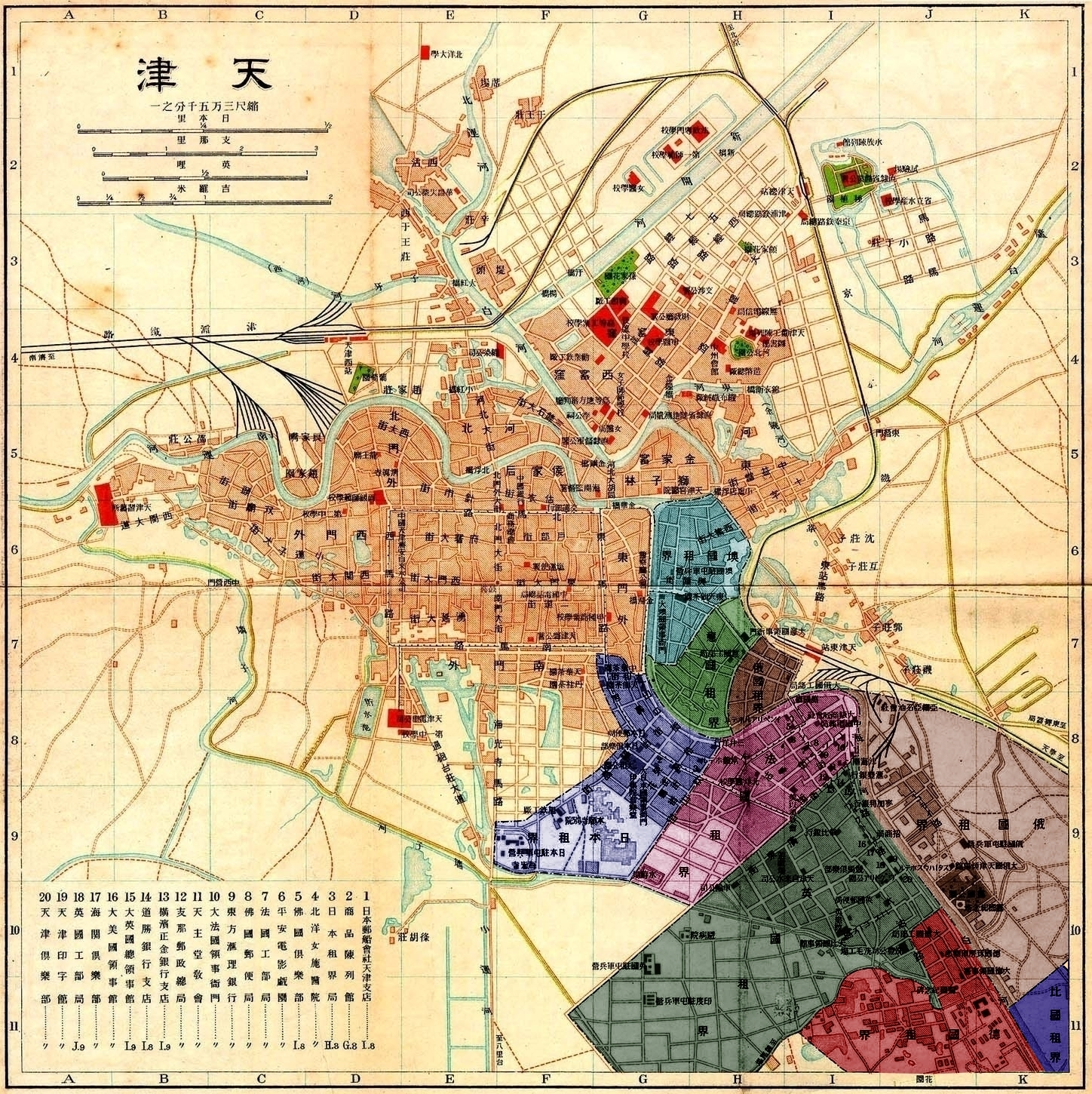
Carte des concessions à Tianjin :
Rive orientale du fleuve Hai He :
Autriche-Hongrie
Italie
Russie (2 zones séparées)
Belgique Rive occidentale du fleuve Hai He :
Japon
France
Royaume-Uni
Allemagne

La concession française de Tientsin (Tianjin) a duré 86 ans, de 1860 à 1946. Elle fait partie des concessions étrangères de Tientsin.
L'ancienne concession française a été créée en 1860. 
Après plus de 100 ans, presque tous les bâtiments de premier plan de la concession originale existent encore, y compris le consulat français, le conseil municipal, le Club français, la cathédrale catholique, le Jardin français et beaucoup d'autres. 
La plupart des bâtiments de la banque le long de la rue Financière (actuellement Jiefang Lu, anciennement Rue de France) existent encore aujourd'hui.

## Histoire
La concession française est établie en 1860. Traditionnellement, c'est l'État français, même sous la IIIe République, qui est protecteur des missions catholiques, françaises ou étrangères, et ce rôle est rempli scrupuleusement, aussi bien en Chine que de la part de la métropole. 
C'est ici qu'ont lieu les terribles émeutes anti-chrétiennes de 1870, qui provoquent la mort du consul Henri Victor Fontanier et de son chancelier, et détruisent la première église Notre-Dame-des-Victoires. 
Son successeur est le consul Charles Dillon (1842-1889), qui demeure à Tientsin, jusqu'en 1886. Il s'efforce de moraliser les bas-fonds de la ville fréquentés par les marins et de limiter les fumeries d'opium et est en bons termes avec Li-Hong-Jang, vice-roi de la province. 
La concession est organisée selon le même principe que celle de Shanghai, et la municipalité est élue à partir de 1896. Le nouveau consul G. du Chaylard, arrivé en 1894, marque l'histoire de la concession en faisant construire de nouveaux bâtiments publics et reconstruire Notre-Dame-des-Victoires. Cependant, la densité des Français est faible : ainsi en 1902, ils ne sont que 70 résidents à temps plein pour 360 Européens et 4 300 Chinois dans la concession. Toutefois, la concession abrite des maisons de commerce importantes, proche de la gare principale, et constitue de ce fait un passage obligé de la ville. 
Leur nombre est multiplié par dix en 1914, et les Français se comptent à environ 300 résidents. L'écrivain Paul Claudel est consul à Tientsin de 1906 à 1909, mais il regrette son ancien poste de Foutchéou et trouve la ville laide. D'autre part, il indispose les fonctionnaires en recevant trop de missionnaires et il évoque dans son Journal l'hostilité du secrétaire de mairie à son égard, qui était anticlérical et envoyait des lettres de dénonciation au Quai d'Orsay. Un détachement de l'armée française est chargé de la protection de la concession, en 1936, il est au second rang des contingents étrangers avec 1 405 hommes en 1937, contre deux mille pour l'empire du Japon. À partir de 1939 jusqu'à la fin de la concession, il s'agit d'une des missions du bataillon mixte d'infanterie coloniale de Chine du Nord. 
Plus d'un siècle après le début de la concession, la plupart des principaux bâtiments existent toujours, notamment le consulat français, le conseil municipal, le club français, l'ancienne cathédrale catholique Notre-Dame-des-Victoires, construite en 1904, la nouvelle cathédrale Saint-Joseph, le jardin français. La plupart des banques de la rue financière (aujourd'hui Jiefang Lu, anciennement rue de France) existent encore.

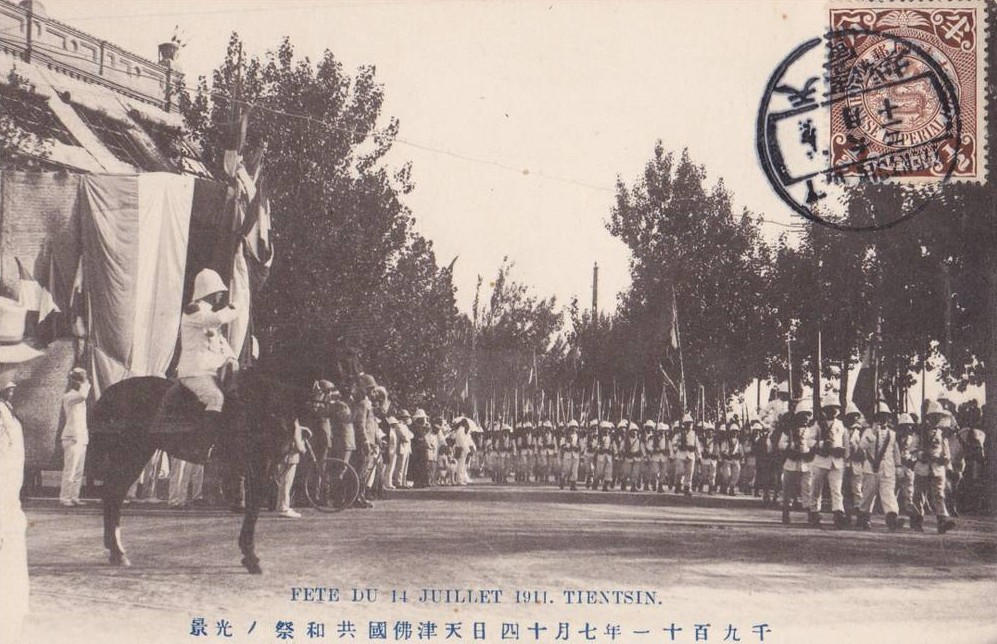
Fête nationale du 14 juillet 1911 à Tientsin.

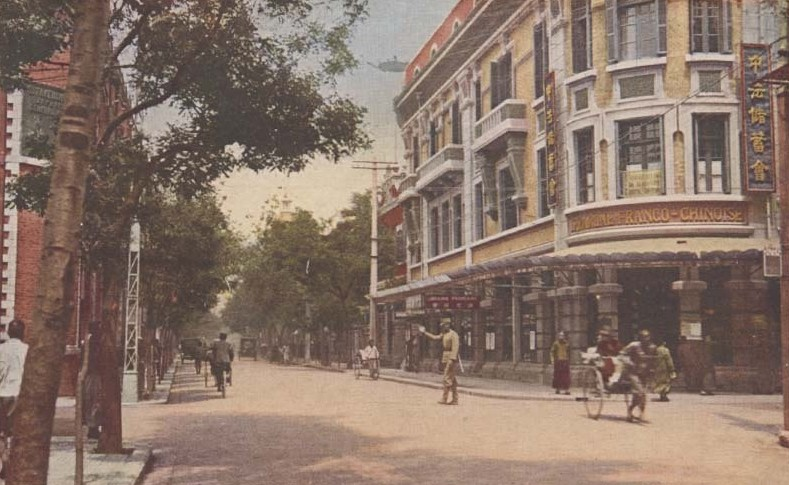
Rue de France, dans la concession française de Tientsin.

Les villas autour de la rue du jardin sont belles et diverses. L'ancienne cathédrale française Notre-Dame-des-Victoires a fait l'objet d'une profanation pendant la révolution culturelle en 1966 : des jeunes gardes rouges ont escaladé le toit du clocher, en ont détruit la croix et ont saccagé l'édifice, avant que le gouvernement chinois ne répare plus tard la croix et ne rénove toute l'église. C'est aujourd'hui un monument national protégé. Ce n'est plus le siège d'un évêché catholique, car l'Église patriotique de Chine l'administre désormais.
Plusieurs célébrités françaises ont vécu dans cette concession. Parmi elles, le père Émile Licent, naturaliste, qui a mené des recherches à Tientsin entre 1914 et 1939. Il fonde le musée Hong Ho Bai Ho et y dépose vingt mille spécimens d'animaux, plantes et fossiles, en plus de quinze mille ouvrages. En 1925, Henri Lecourt y publie le premier livre de cuisine chinoise écrit en français. En 1998, le gouvernement de Tianjin reconstruit le Museum d'histoire naturelle de Tianjin. 
Les rues de la concession s'appelaient, entre autres, rue Takou, avenue de France, rue de Chaylard, rue Paron Gros, avenue du général Foch, rue Dillon, rue Chevrier, rue Saint Louis, rue de l'Amirauté, rue du Consulat (le consulat français est aujourd'hui une banque), rue Pasteur, place Clemenceau, rue Pétain, rue du 14 juillet, avenue Joffre, etc.

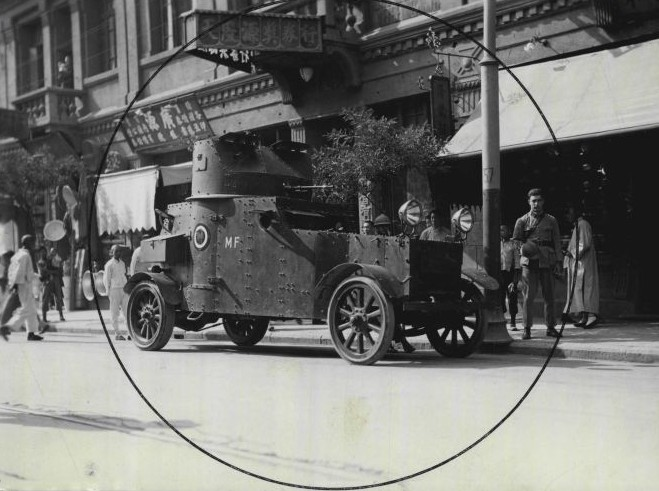
Automitrailleuse White TBC française en 1928 durant les émeutes de Tientsin.

### Liste des consuls
- Louis Charles Nicolas Maximilien de Montigny (1863-1868)
- Henri Victor Fontanier (1869-1870)
- Charles Dillon (1870-1883)
- Ernest François Fournier (1883-1884)
- Paul Ristelhueber (1884-1891)
- Marie Jacques Achille Raffray (1891-1894)
- Jean Marie Guy Georges du Chaylard (1894-1897)
- Arnold Jacques Antoine Vissière (1897-1898)
- Jean Marie Guy Georges du Chaylard (1898-1902)
- Marie-Henri Leduc (1902-1903)
- Émile Rocher (1903-1906)
- Henri Séraphin Bourgeois (1906)
- Paul Claudel (1906-1909)
- Camille Gaston Kahn (1909-1912)
- Henri Séraphin Bourgeois (1913-1918)
- Jean Émile Saussine (1918-1923)
- Jacques Meyrier (1929-1931)
- Charles Jean Lépissier (1931-1935)
- Pierre Jean Crépin (1935-1937)
- Louis Charles (1937-1938)
- Charles Jean Lépissier (1938-1943)
- Georges Cattand (1943-1946)